# Friedrich Fromm
Friedrich Fromm (8 de outubro de 1888 — 12 de março de 1945) foi um oficial alemão da Segunda Guerra Mundial.

## Carreira
Na Segunda Guerra Mundial Fromm era Comandante em Chefe do Exército da Reserva (Ersatzheer), responsável pela formação e reposição de pessoal para o Exército alemão, cargo que ocupou durante a maior parte da guerra. Embora ele estivesse consciente de que alguns de seus subordinados, notadamente Claus von Stauffenberg, o seu Chefe de Gabinete, estivessem planejando um atentado contra Adolf Hitler, ele permaneceu quieto. 
Quando o complô de 20 de julho falhou Fromm autorizou imediatamente a prisão e execução dos conspiradores (contra as ordens de Hitler para que os conspiradores fossem apresentados vivos), com o intuito de encobrir possíveis denúncias de que ele mesmo estava envolvido. No entanto essas ações não o salvaram: em 12 de março de 1945 o próprio Fromm foi executado na prisão de Brandemburgo-Gorden por fuzilamento, como parte do expurgo pós-conspiração. Como o tribunal não conseguiu provar uma relação direta com os conspiradores de 20 de julho ele foi acusado e condenado por covardia diante do inimigo.

### Patentes
Generaloberst

### Condecorações
| Cruz de Ferro 2ª Classe                                 |
| Cruz de Ferro 1ª Classe                                 |
| Cruz de Cavaleiro da Cruz de Ferro - 6 de julho de 1940 |